# Адам Робак
Адам Робак (пол. Adam Robak, нар. 16 липня 1957) — польський фехтувальник на рапірах, бронзовий (1980 рік) призер Олімпійських ігор, чемпіон світу.

## Виступи на Олімпіадах
| Олімпіада   | Дисципліна           | Місце |
| ----------- | -------------------- | ----- |
| Москва 1980 | індивідуальна рапіра | 9     |
| Москва 1980 | командна рапіра      | 3     |